# Свети Ленарт (Шкофја Лока)
Свети Ленарт (словен. Sveti Lenart) је насељено место у општини Шкофја Лока, Горењска регија, Словенија.

## Историја
До територијалне реорганизације у Словенији био је у саставу старе општине Шкофја Лока. Као самостално насеље, Свети Ленарт постоји од 1998. године. Настао је издвајањем дела из насеља Голица.

## Становништво
У попису становништва из 2011. године, Свети Ленарт је имао 118 становника.
| Број становника према пописима | Број становника према пописима |
| ------------------------------ | ------------------------------ |
| 2002                           | 2011                           |
| 25                             | 118                            |

Напомена: Године 1998. настала издвајањем дела из насеља Голица (Железники). Године 2004. повећано за насеље Ленарт над Лушо, које је укинуто.

## Галерија
- фарма Палк
- фарма Палк
- Фарма Мачесник
- фарма Захрибовец
- засеок Сподњи Закрајшек